# Arthur Atta
Arthur Atta (* 14. Januar 2003 in Rennes) ist ein französisch-beninischer Fußballspieler, der bei Udinese Calcio nach vorheriger Leihe fest verpflichtet wurde.

## Karriere

### Verein
Atta begann seine fußballerische Ausbildung 2009 bei der AS Saint-Jacques, fünf Kilometer südlich seiner Geburtsstadt Rennes. Im Sommer 2011 wechselte er zu Stade Rennes, der bekannt für seine Jugendakademie ist. Dort spielte er bis 2019, ehe er sich dem FC Metz anschloss. Anfang 2020 spielte er dort bereits einmal in der Coupe Gambardella für die U19-Mannschaft. In der Saison 2021/22 kam er zu seinen ersten beiden Einsätzen für das viertklassige Zweitteam und erkämpfte sich 2022 dort einen Stammplatz. Am 26. Dezember 2022 (16. Spieltag) wurde er in der Anfangsphase des Spiels gegen Chamois Niort für den verletzten Kévin N’Doram eingewechselt und wurde bei seinem Profidebüt in der Ligue 2 direkt Spieler des Spiels. Im Januar 2023 unterschrieb er daraufhin seinen ersten Profivertrag beim Verein. Bei seinem ersten Startelfeinsatz gegen den SC Amiens zwei Wochen später schoss er bei dem 2:0-Auswärtssieg sein erstes Tor in der Ligue 2. Insgesamt spielte er 16 Zweitligaspiele in der Saison 2022/23, schoss dabei das eine Tor und stieg mit Metz als Vizemeister in die Ligue 1 auf. Dort kam er am ersten Spieltag nach Einwechslung gegen seinen Ausbildungsverein Stade Rennes zu seinem Ligue-1-Debüt.
Für die Saison 2024/25 wechselte Atta per Leihe nach Italien zu Udinese Calcio.

### Nationalmannschaft
Im März 2023 kam Atta zu drei Länderspielen für das französische U20-Team.

## Erfolge
FC Metz
- Vizemeister der Ligue 2: 2023  ▲